# Adelomyrmex robustus
Adelomyrmex robustus é uma espécie de formiga do gênero Adelomyrmex, pertencente à subfamília Myrmicinae.